# Paneret de plata
El paneret de plata (Arabis caucasica), és una planta amb flors de la família de les brassicàcies.

## Descripció
L'alçada màxima de les tiges és d'uns 40 cm. Les fulles són ovalolanceolades i fortament dentades. Les flors (típiques de la gran majoria de les crucíferes) són blanques i tenen quatre pètals. El fruit és una síliqua (llarga i prima).

## Distribució
Aquesta planta creix a les serralades muntanyoses d'Euràsia i de l'Àfrica del Nord, especialment a les zones calcàries, en esquerdes de les roques i repeus poc o molt humits de parets. Als Països Catalans és més aviat rara i només la trobem en muntanyes (Pirineus, Rosselló i arribant fins al Montseny).

## Taxonomia
Hi ha els següents sinònims d'Arabis hirsuta:
| - Arabis albida Steven ex M.Bieb. - Arabis alpina Georgi - Arabis alpina var. flavescens Griseb. - Arabis billardieri DC. - Arabis caucasica subsp. flavescens (Griseb.) F.K.Mey. - Arabis longifolia DC. - Arabis olympica Sibth. ex DC. - Arabis sicula Steven | - Arabis tenorei A.Huet ex Nyman - Arabis thyrsoidea Sm. - Arabis viscosa DC. - Cardamine viscosa S.G.Gmel. ex DC. - Cheiranthus mollis Hornem. - Crucifera albida E.H.L.Krause - Erysimum albidum (Steven ex M.Bieb.) Kuntze - Turritis verna Lam. |

1. 1 2  No s'ha de confondre amb Arabis alpina L.